# Турново (футбольний клуб)
ФК Турново (мак. ФК Турново) — македонський футбольний клуб із села Турново. Заснований 1950 року.
Виступає в Першій лізі Македонії з сезону 2008/09. Клуб завоював бронзові медалі у сезоні 2012/13 і вперше в своїй історії гратиме в Лізі Європи УЄФА.

## Досягнення
Перша ліга Македонії:
- Найвище місце 2-е (1): 2013/14

Друга ліга Македонії:
- Найвище місце 1-е (1): 2007/08

## Відомі гравці
- Александар Трайковський